# Serie A 1978/79
De Serie A 1978/79 was het 76ste voetbalkampioenschap (scudetto) in Italië en het 48ste seizoen van de Serie A. Milan werd kampioen.

## Eindstand
|     | Team              | Ptn | Wed | W  | G  | V  | DV | DT | Opmerking |
| --- | ----------------- | --- | --- | -- | -- | -- | -- | -- | --------- |
| 1.  | AC Milan          | 44  | 30  | 17 | 10 | 3  | 46 | 19 | EC I      |
| 2.  | AC Perugia        | 41  | 30  | 11 | 19 | 0  | 34 | 16 | UEFA Cup  |
| 3.  | Juventus FC       | 37  | 30  | 12 | 13 | 5  | 40 | 23 | EC II     |
| 4.  | Internazionale    | 36  | 30  | 10 | 16 | 4  | 38 | 24 | UEFA Cup  |
| 4.  | Torino Calcio     | 36  | 30  | 11 | 14 | 5  | 35 | 23 | UEFA Cup  |
| 6.  | SSC Napoli        | 32  | 30  | 9  | 14 | 7  | 23 | 21 | UEFA Cup  |
| 6.  | AC Fiorentina     | 32  | 30  | 10 | 12 | 8  | 26 | 26 |           |
| 8.  | Lazio Roma        | 29  | 30  | 9  | 11 | 10 | 35 | 40 |           |
| 9.  | US Catanzaro      | 28  | 30  | 6  | 16 | 8  | 23 | 30 |           |
| 10. | Ascoli            | 26  | 30  | 7  | 12 | 11 | 26 | 31 |           |
| 10. | US Avellino       | 26  | 30  | 7  | 12 | 11 | 20 | 20 |           |
| 10. | AS Roma           | 26  | 30  | 8  | 10 | 12 | 24 | 32 |           |
| 13. | Bologna           | 24  | 30  | 4  | 16 | 10 | 23 | 30 |           |
| 13. | Lanerossi Vicenza | 24  | 30  | 5  | 14 | 11 | 29 | 42 | Serie B   |
| 13. | Atalanta Bergamo  | 24  | 30  | 6  | 12 | 12 | 20 | 33 | Serie B   |
| 16. | Hellas Verona     | 15  | 30  | 2  | 11 | 17 | 14 | 39 | Serie B   |

## Kampioen
|                     |
|                     |
| AC MILAN 10de titel |

## Statistieken

### Scheidsrechters
| Naam            | Geboren    | Debuut     | Duels | Kreeg geel | Kreeg voor de tweede keer geel en dus rood | Weggestuurd | Pen. |
| --------------- | ---------- | ---------- | ----- | ---------- | ------------------------------------------ | ----------- | ---- |
| Enzo Barbaresco | 24.04.1937 | 03.12.1967 | 16    | ?          | ?                                          | ?           | 1    |

Scudetto:
1898 ·
1899 ·
1900 ·
1901 ·
1902 ·
1903 ·
1904 ·
1905 ·
1906 ·
1907 ·
1908 ·
1909 ·
1909/10 ·
1910/11 ·
1911/12 ·
1912/13 ·
1913/14 ·
1914/15 ·
1915/16 · 1916/17 · 1917/18 · 1918/19 · 
1919/20 ·
1920/21 ·
1921/22 ·
1922/23 ·
1923/24 ·
1924/25 ·
1925/26 ·
1926/27 ·
1927/28 ·
1928/29

Serie A:
1929/30 ·
1930/31 ·
1931/32 ·
1932/33 ·
1933/34 ·
1934/35 ·
1935/36 ·
1936/37 ·
1937/38 ·
1938/39 ·
1939/40 ·
1940/41 ·
1941/42 ·
1942/43 ·
1944/45 ·
1945/46 ·
1946/47 ·
1947/48 ·
1948/49 ·
1949/50 ·
1950/51 ·
1951/52 ·
1952/53 ·
1953/54 ·
1954/55 ·
1955/56 ·
1956/57 ·
1957/58 ·
1958/59 ·
1959/60 ·
1960/61 ·
1961/62 ·
1962/63 ·
1963/64 ·
1964/65 ·
1965/66 ·
1966/67 ·
1967/68 ·
1968/69 ·
1969/70 ·
1970/71 ·
1971/72 ·
1972/73 ·
1973/74 ·
1974/75 ·
1975/76 ·
1976/77 ·
1977/78 ·
1978/79 ·
1979/80 ·
1980/81 ·
1981/82 ·
1982/83 ·
1983/84 ·
1984/85 ·
1985/86 ·
1986/87 ·
1987/88 ·
1988/89 ·
1989/90 ·
1990/91 ·
1991/92 ·
1992/93 ·
1993/94 ·
1994/95 ·
1995/96 ·
1996/97 ·
1997/98 ·
1998/99 ·
1999/00 ·
2000/01 ·
2001/02 ·
2002/03 ·
2003/04 ·
2004/05 ·
2005/06 ·
2006/07 ·
2007/08 ·
2008/09 ·
2009/10 ·
2010/11 ·
2011/12 ·
2012/13 ·
2013/14 ·
2014/15 ·
2015/16 ·
2016/17 .
2017/18 ·
2018/19 ·
2019/20 ·
2020/21 ·
2021/22 ·
2022/23 ·
2023/24 .
2024/25